# Olissipo
Olissipo (em latim: Olisippo; em grego: Ολισσιπο; romaniz.: Olissipo; ou Ολισσιπόνα, Olissipóna) foi o nome romano da capital portuguesa, Lisboa. A cidade era uma das mais importantes da Lusitânia romana, contudo não era a sua capital, que ficava em Emerita Augusta a actual Mérida (na Estremadura Espanhola). Foi município romano, sendo os seus cidadãos romanos apesar de não serem de ascendência romana, devido à aliança que o governo da cidade empreendeu com Roma. O sufixo "ippo" (ipo) é encontrado em diversos locais da península Ibérica e é característico das áreas de influência Tartessa ou de áreas com uma posterior influência Turdetana.

## Absorção pelo Império
Quando se iniciaram as Guerras Púnicas entre Cartago e Roma, vários dos conflitos envolveram a Hispânia, então a mais notável possessão do Império de Cartago. Aníbal invadiu a Itália atravessando os Pireneus e os Alpes a partir de um desembarque com elefantes na península e a ele se juntaram forças das tribos celtibéricas, incluindo dos lusitanos. A resposta de Roma a esse perigoso ataque foi a invasão e conquista da Hispânia aos cartagineses pelas forças de Cipião o Africano. Após as batalhas travadas no oriente peninsular, Décimo Júnio Bruto Galaico é encarregado, como cônsul e representante do Senado, de pacificar a região ocidental que se tinha mantido uma região autónoma. Cerca 205 a.C. Olissipo, como era conhecida pelas tribos celtibéricas[carece de fontes?], alia-se aos romanos, lutando os seus habitantes ao lado das legiões. Os ataques dos povos lusitanos à cidade e aos romanos levaram à construção de uma muralha em volta do núcleo urbano. Com a Pax Romana, a cidade é absorvida no Império e recompensada pela atribuição da cidadania romana aos seus habitantes, um privilégio raríssimo na altura para os povos não italianos. Felicidade Júlia (em latim: Felicitas Julia), como a cidade viria a ser reconhecida, beneficia do estatuto de município atribuído por Júlio César, juntamente com os territórios em redor, até uma distância de 50 quilómetros, e não paga impostos a Roma, ao contrário de quase todos os outros castros e povoados autóctones, conquistados. É incluída com larga autonomia na província da Lusitânia, cuja capital é Emerita Augusta. O ouro e outros metais preciosos além dos tesouros das tribos nativas da Ibéria, são pilhados e levados para Roma. As minas de ouro e prata, como Três-Minas ou a Mina de Jales, em que várias já eram conhecidas e exploradas pelos cartagineses, passam a ser exploradas pelos romanos e toneladas do precioso metal são levadas para Roma.

## Pax Romana
A cidade prospera com o comércio mais intenso com as províncias romanas do Reno e Britânia e a civilização das margens do Tejo até ao coração da meseta ibérica. Os notáveis da cidade, os Julius e Cassius, governam-na com um regime republicano e oligárquico, enviando disputas e pedidos ao Governador em Emerita ou a Roma, como uma delegação em que se queixam ao imperador Tibério dos monstros marinhos que destroem os barcos no Oceano. O mais famoso lisboeta romano seria Quinto Sertório que se revoltou contra Roma com o apoio das tribos lusitanas. A cidade já era então das maiores e mais importantes da Península Ibérica, possuindo inclusivamente insulas ou prédios de vários andares e certamente um grande fórum. Uma grande minoria grega, incluindo escravos e mercadores, coexistia com a maioria de língua latina. Olissipo estava ligada por estradas às outras duas grandes cidades do Ocidente da Hispânia, Bracara Augusta (Braga) e Emerita Augusta.
As declinações difíceis do latim levavam a que em latim vulgar fosse comummente chamada Olissipona, que se viria a tornar o nome oficial com o declínio das letras e artes após o século II.

### Vestígios arqueológicos
As escavações arqueológicas permitiram localizar na cidade:
| Imagem | Nome                             |
| ------ | -------------------------------- |
|        | Galerias Romanas da Rua da Prata |
|        | Teatro romano de Lisboa          |
|        |                                  |

- o teatro do tempo de Augusto e reconstruído em 57 d.C., situado entre a Rua de São Mamede e a Rua da Saudade;
- as Termas romanas dos Cássios (44 a.C.) na travessa do Almada;
- Galerias Romanas da Rua da Prata, criptopórtico de sustentação do fórum novo ou somente as galerias da rede de distribuição de água do aqueduto romano (20-35 d.C., reconstruídas em 330);
- os templos de Júpiter, Concórdia, Lívia, Diana, Minerva, Cibele, Tétis e Idae Phrygiae
- templos aos Imperadores;
- um cemitério debaixo da Praça da Figueira
- o aqueduto romano que trazia água das fontes das Águas Livres até à Porta de Santo André, onde se ramificava em várias direcções;
- o conjunto de cetárias de garo (condimento) que se estendem desde a Casa dos Bicos até à Rua Augusta, cobrindo as margens do esteiro com unidades fabris;
- outros edifícios na área que hoje corresponde à colina do Castelo e Baixa (por exemplo, a "zona industrial" da Rua dos Fanqueiros, as cetárias de garo no Núcleo Arqueológico dos Correeiros, ou a grande via pedonal no subsolo dos claustros da Sé, ligando o teatro romano, situado a montante, à Casa dos Bicos a jusante).
- a cerca tardo-romana (séculos IV-V);
- as pontes romanas na ribeira de Sacavém, na ribeira de Alcântara e no córrego que atravessava a Baixa;
- a vila agrícola com necrópole e santuário, em Chelas;
- os vestígios dos templos das Virgens Vestais no Convento de Chelas, de Minerva ou Diana no Alto da Colina do Castelo, de Cibele às Pedras Negras, no Largo da Madalena, de Thétys na Igreja de São Nicolau, de Júpiter na Ermida de São Miguel e Santa Bárbara;
- O circo, construído na segunda metade do séc. III ou no início do IV d.C., debaixo do Rossio (atual praça D. Pedro IV) com a "spina" entre a estátua do rei e os edifícios cujas traseiras dão para a praça da Figueira.

Muitas dessas ruínas foram descobertas no século XVIII, quando as escavações de Pompeia geraram uma moda entre as aristocracias europeias pela arqueologia do período romano.

### Economia
No tempo dos Romanos, a cidade era famosa pelo garo (condimento), um molho de luxo feito à base de peixe, exportado em ânforas para Roma e para todo o Império, assim como algum vinho, sal e cavalos da região. Alguns dos deuses nativos venerados em Olissipo eram Aracus, Carneus, Bandiarbariaicus e Coniumbricenses.

### Religião
Entre os deuses introduzidos pelos romanos, destaca-se o culto ao deus da Medicina, Esculápio e ainda ao deus lagarto e o das cobras.[carece de fontes?]

### Cristianismo
No fim do domínio Romano, Olissipo seria um dos primeiros núcleos a acolher o cristianismo. Um dos primeiros bispos da cidade terá sido o mártir São Gens de Lisboa.
Durante os últimos anos do Império Romano convertido ao cristianismo, cuja capital já era a distante Constantinopla, vários bispos de Lisboa participaram do movimento original que criou a teologia cristã actual. Em 325, o bispo Potâmio de Olissipo foi convidado para o Concílio de Niceia, um dos mais importantes da história da religião, em que a seita do Arianismo foi condenada e Jesus aceite como encarnação directa de Deus. Outros bispos escreveram tratados e corresponderam-se com os Pais da Igreja, como Santo Agostinho.

### Teatro
Em Olisipo, a existência de um teatro e os restos de um circo para corridas de cavalos, confirma como os lugares de espectáculo foram fundamentais ao processo de aculturação.
O teatro romano da cidade de Olisipo foi edificado nos inícios do século I, muito possivelmente em época do Imperador Augusto. Documentada epigraficamente é a remodelação do teatro ocorrida em 57 d.C., através da inscrição do muro do proscaenium que refere as obras de renovação dessa mesma estrutura, bem como da orquestra, custeadas pelo séviro augustal Caius Heius Primus. O financiamento de obras públicas era comum era comum em Roma, tratando-se, antes de mais um acto de propaganda para quem as custeia, os evergetas, atitude que em Olisipo atingiu o auge na época julio-cláudia.

## Queda do Império Romano
Olissipo foi saqueada várias vezes durante e após a queda do Império Romano, pelos godos, vândalos e alanos (410), sendo finalmente conquistada pelos suevos e depois pelos visigodos (419, definitiva após 585). Na alta Idade Média não passava de uma pequena vila.